# Campiglione-Fenile
Campiglione-Fenile – miejscowość i gmina we Włoszech, w regionie Piemont, w prowincji Turyn.
Według danych na rok 2004 gminę zamieszkiwały 1284 osoby, 116,7 os./km².